# Sövény

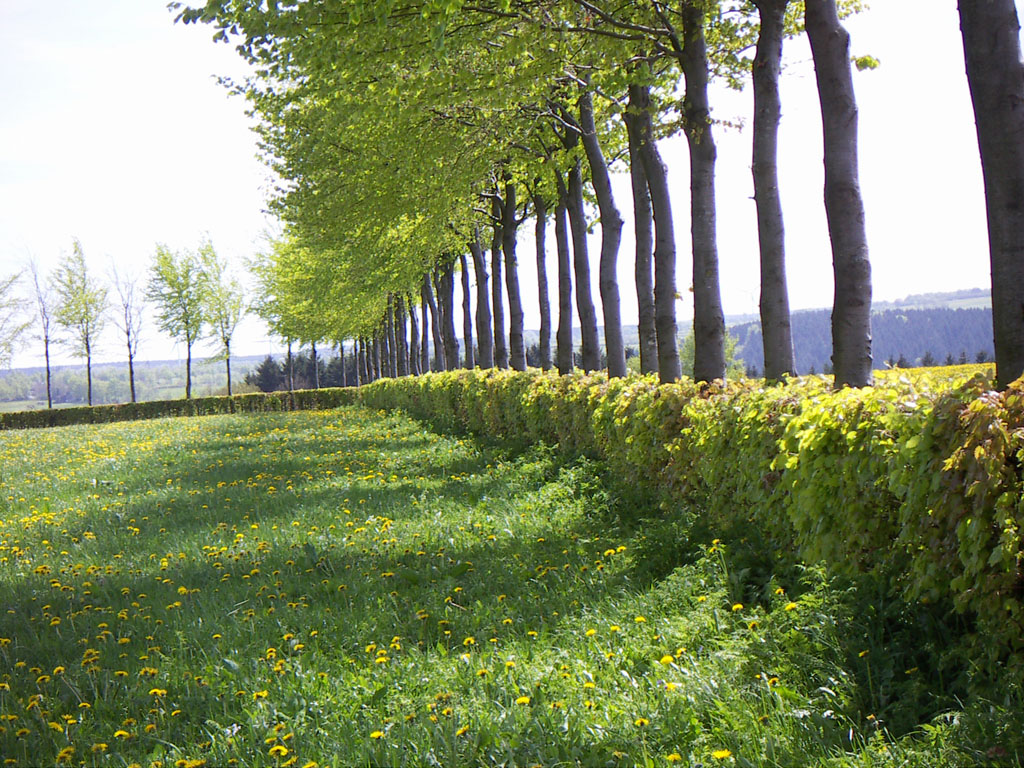
Gondozott sövény Németországban

A sövény a kertművészetben használatos kerti motívum. Szorosan egymás mellé ültetett és mértani alakokra nyeshető cserjékből  áll. 
"SÖVÉNY, (söv-ény) fn. tt. sövěny-t, tb. ~ěk. Tulajdonképen ágakból, vesszőkből, galyakból font kerítés, melyet bélfák gyanánt karók tartanak együvé. Fűzfa, rekettye, kökényfa sövény. Sövényt fonni. Sövényfal, sövényház, sövénykerítés, sövénykapu. A száraz sövényt elégetni. Jó lécz jó sövényt tart.A sövény a kertművészetben használatos kerti motívum. Szorosan egymás mellé ültetett és mértani alakokra nyeshető cserjékből  áll. "
 (Czuczor-Fogarasi: A magyar nyelv szótára)
A sövény szorosan egymás mellé ültetett és alakított álló akadály, a kert körbekerítésének, vagy a kerten belüli térhatárolások kialakításának legjobb és legszebb eszköze, a kertszobrászat egyszerű formája. Öregebb sövények kisebb fákat is magukba foglalhatnak. Angliában, Hollandiában, Belgiumban a 700 éves kort meghaladó sövények is léteznek.
Habitusuk, színük, és a díszítő értékeik alapján nagyon különbözőek lehetnek.

## Nyírása
A hosszúra nőtt hajtásokat le kell vágni sövényvágóval.
A metszési műveletek csak a nyírott sövények esetében használhatók, nyíratlan, vagyis szabadon növő sövényeknél természetesen nem kell vagdalnunk a növényeket. Ez a kialakítás persze nem minden kertben és nem minden sövénynövény esetében alkalmazható, mivel nagy a térigénye, vagyis keskeny kertek, kertrészek esetén nem ajánlott, továbbá néhány növény a visszavágás hiányában szinte bozót jellegű területet tud létrehozni.
Sövénymagasság szerint:
- A kert lehatárolására leginkább 2-3 méter magasra növő fajokat szoktak telepíteni.
- A kerten belüli térhatárolásra leginkább az 1-1,5 m magas cserjék a legjobbak.
- Jelzősövényeknek nevezzük a kerti utak, ágyások, vagy térburkolatok mellé ültetett cserjesávot, amely jól tudja hangsúlyozni az adott terület vonalvezetését. Ezek 0,5–1 m magas sövények.

## Sövénynövények
A sövények az azokat alkotó növények szerint több csoportba oszthatók. Ezek más-más gondozást igényelnek.
Lomblevelű örökzöldek
A lomblevelű örökzöldek esetén elég egyszerű a dolgunk. Náluk eleinte hagyhatjuk szabadon nőni őket, mert nyírás nélkül is jól bokrosodnak. Amikor elérték a kívánt szélességet, és magasságot nekiláthatunk a metszésnek, fokozatosan kialakíthatjuk az igényeinknek megfelelő sövényt. Ekkor már évente kétszer nyírjuk, tavasszal, közvetlenül a kihajtás előtt, és júliusban a hajtásnövekedés csillapodásakor. Legjellemzőbb fajok: borbolya (Berberis), puszpáng (Buxus), babérmeggy (Laurocerasus) magyal (Ilex), tűztövis (Pyracantha) bangita (Viburnum), kecskerágó (Euonymus).
A Magyarországon élő lomblevelű örökzöldek túlnyomó része melegebb, enyhébb telű, egyenletesebb csapadékellátottságú területek lakója, ezért segítenünk kell a hazai viszonyokhoz való alkalmazkodásukat. Ezt ott kezdjük, hogy védettebb, félárnyékosabb helyre ültessük őket, de ha ezt már elmulasztottuk, akkor mindenképp gondoskodjunk tövük téli takarásáról. Ezt tehetjük lombbal, szalmával vagy fenyőkéreggel, de élő növénytakarót is alkalmazhatunk. Másik fontos segítség számukra, ha a fagymentes téli időszakokban megöntözzük őket. Ugyanis ilyenkor is párologtatnak, viszont a fagyott talajból nem tudnak vízutánpótlást felvenni.
Tűlevelű örökzöldek
A tűlevelű örökzöldekre is igaz, hogy metszeni csak akkor kell, miután megnőttek és összeborultak a növények. Ilyenkor évente kétszer, késő tavasszal, és kora ősszel nyírjuk őket. Kialakításuk során nagyon figyeljünk, hogy a leveles zónánál mélyebbre ne nyírjunk, mert nagyon bizonytalan, hogy újra ki fognak e hajtani. Sok fajtánál, főleg az oszlopos növekedésűeknél, nyírás nélkül is szabályos sövény nevelhető. Ebbe a csoportba sorolhatók a következő növények: tiszafa (Taxus), tuja (Thuja), hamisciprus (Chamaecyparis), boróka (Juniperus), ciprus (Cupressus), Leyland-ciprus (Cupressocyparis leylandii)
Lombhullató növények
A lombhullató növényekből kialakítandó sövényeknél érdemes különválasztani a virágzó sövényeket azoktól, amelyeket nem feltétlenül virágdíszük miatt nevelgetünk.
A virágos növényekből álló sövényeket évente csak egyszer kell metszenünk. Egyeseket virágzás előtt, másokat virágzásuk után.
Virágzásuk után a kora tavasszal, még a lombfakadást megelőzően nyíló cserjéinket kell metszeni. Ezeknél az egyéves vesszők oldalrügyeiből fejlődnek ki a virágok. A dús virágzás feltétele, hogy minél több egyéves vessző legyen a növényen. A virágzást követően eltávolítjuk a levirágzott részeket, valamint formára igazítjuk a lombozatot. A meghagyott rügyekből fejlődő vesszők biztosítják a következő évi virágzatot. Amennyiben ősszel, vagy kora tavasszal metszenénk őket, eltávolítanánk a tavasszal oly szépen virágzó hajtásokat. Ilyen cserje például az aranyvessző (Forsythia), orgona (Syringa), jezsámen (Philadelphus), gyöngyvirágcserje (Deutzia), japánbirs (Chaenomeles), gyöngyvessző (Spiraea), rózsalonc (Weigela).
Az olyan növényeket, amelyek először a lombjukat, hajtásaikat fejlesztik ki, csak aztán, nyáron, vagy ősszel kezdenek virágozni, mindenképp tavasszal, amint lehet, még rügyfakadás előtt metsszük meg, mert az újonnan kihajtó vesszők fognak virágba borulni. Így ez a metszés sem csak a formára igazításért történik. Vagyis egy-egy év kihagyásával nemcsak egyre ziláltabb külsejű cserjéink lesznek, hanem nagymértékben csökken a virágzási intenzitásuk is. Ilyen például a mályvacserje (Hibiscus), fehér som (Cornus alba), boglárkacserje (Kerria japonica), tamariska (Tamarix), pimpó (Potentilla), fagyal (Ligustrum).
Igen szép és tömött sövényt készíthetünk más lombhullatókból is, amelyeknek nincs olyan dekoratív virágdíszük, mint az előzőekben említett cserjéknek. Különösen ajánlott a szibériai szil sövényre nemesített változata, más néven a „csodasövény” (Ulmus pumila celer). Gyors növekedése egyedülálló, 1,50-1,80 m/év, igénytelensége talajra, gondozásra, szintén csodálatra méltó.

## Metszés
Újonnan telepített sövény esetén az első, amit alkalmaznunk kell, az az alakító metszés. Ha fiatal (mondjuk egyéves) növényeket ültettünk, akkor az ültetést követően megkezdhetjük a nyírást. A talajfelszíntől számolva, 10–20 cm-es magasságban vágjuk vissza őket. Ezzel biztosítjuk a kellő tömöttséget, így már az aljától kezdve sűrű sövényünk lehet. Idősebb növények ültetése után csak kismértékű visszavágásról kell gondoskodnunk. Aztán amíg sövényünk el nem éri a kívánt magasságot, évente 2-3 alkalommal érdemes nyírni, de figyeljünk rá, hogy két egymást követő vágási magasság között ne legyen nagyobb távolság 10 cm-nél, mert úgy nemhogy sűrűsödne, hanem fokozatosan ritkulni fog. A vágások optimális időpontja tavasszal és nyár elején van, amit módosíthat sövénynövényünk növési sebessége, valamint a kert intenzív ápolásától függően a vegetációs idő során többször is levághatjuk. Fontos, hogy a sövényünk keresztmetszete téglalap vagy nyújtott trapéz legyen, ellenkező esetben az alsó régiók nem kapnak elegendő fényt, és a beárnyékoltság következtében felkopaszodnak.
Fenntartó metszést akkor végzünk, amikor sövényünk már elérte a megfelelő magasságot. Ezt is évi 2-3 alkalommal végezzük, olyan időpontokban, mint az alakító metszéseket.
Főleg idősebb sövények esetében fontos gondoskodnunk az ifjító metszésről. Ezt jelentősebb felkopaszodás esetén, vagy öreg, korhadó ágak eltávolításakor alkalmazhatjuk. A növények növekedése egy idő után leáll, elérik fajtájuk jellemző paramétereit. Majd az idősödő szárrészek fokozatosan elhalnak, átadják helyüket a tőről hajtó új sarjaknak. Ez a folyamat egy állandó körforgás. Ebben az önifjításban mi a metszéssel vehetjük ki részünket. Az öreg hajtásokat úgy vágjuk vissza, a tőhöz közeli fiatal vesszőkig, hogy azok átvehessék szerepüket. Az ifjítás ideje mindenképp a téli időszakra essék, mert nyugalmi állapotuk miatt ilyenkor kevésbé sínylik meg a metszést. Ilyenkor elképzelhető, hogy vastagabb ágakat is le kell vágnunk, amiket aztán sebkezelővel be kell kenni.
Lombhullató sövényünk esetén ezeket a metszéseket kell végeznünk, ebben a sorrendben. Az erre alkalmas fajok: szibériai szil sövény változata (Ulmus pumila celer), juhar (Acer), gyertyán (Carpinus), som (Cornus), galagonya (Crataegus), ezüstfa (Elaeagnus), bükk (Fagus), fagyal (Ligustrum), eperfa (Morus).

## Táplálás
Természetesen minden növény növekedéséhez, fejlődéséhez valamint a dús virágzáshoz elengedhetetlen a megfelelő mennyiségű csapadék, és műtrágya. Az utóbbi egészéről nekünk kell gondoskodnunk. Ősszel a kálium és a foszfor teljes mennyiségét, a nitrogén harmadát, tavasszal pedig a nitrogén kétharmadát juttassuk ki. A mennyiségek természetesen minden növény esetében eltérők lehetnek, viszont jó segítséget nyújtanak a szakboltokban kapható műtrágyák eligazító feliratai. Szinte minden növénycsoporthoz kapható már speciális műtrágya-összeállítás.
Amennyiben nincs elegendő csapadék, főleg a forró nyári időszakban, ajánlott öntözni a sövényeinket is. A legegyszerűbb, ha erről telepített öntözőrendszer gondoskodik.